# Bentley Flying Spur III
La Bentley Flying Spur III est une automobile produite par Bentley Motors depuis 2024. Il s'agit de la troisième génération de Bentley Flying Spur.

## Présentation
La Flying Spur III est présentée le 10 septembre 2024. Elle abandonne le W12 et opte pour une motorisation hybride rechargeable.

## Caractéristiques techniques

### Motorisations
La Flying Spur III est motorisée par un moteur V8 4.0 de 600 ch et 800 Nm accouplé par un moteur électrique de 190 ch et 145 Nm et alimentée par une batterie de 25,9 kWh.